# Озаровская, Ольга Эрастовна
О́льга Эра́стовна Озаро́вская (13 (25) мая 1874, Санкт-Петербург, Российская империя — 12 июля 1933, Фрунзе, Киргизская АССР) — исполнительница северных народных сказок, собирательница фольклора. Первая в Российской империи женщина — государственный служащий.

## Биография
Родилась в Царском Селе в семье подполковника Эраста Александровича [фон] Озаровского и его жены Варвары Петровны 13 (25) мая 1874 года. Впоследствии ни сама Ольга Эрастовна, ни её брат Юрий Эрастович приставкой «фон» к фамилии не пользовались. Однако с этой приставкой в архивах постоянно указывается фамилия их старшего брата Александра Эрастовича фон Озаровского. Впрочем, в домовой книге, перечисляющей жильцов дома № 17 по Забалканскому (ныне Московскому) проспекту, упоминаются «Александр Эрастович фон Озаровский и его сестра, служившая в Главной палате мер и весов Ольга Эрастовна фон Озаровская»
Окончила химический факультет Санкт-Петербургского университета, а в 1897 году — математический факультет Высших женских курсов в Петербурге. В 1898 году приступила к работе в качестве лаборантки в Главной палате мер и весов, была ученицей и помощницей Дмитрия Ивановича Менделеева, о котором впоследствии написала воспоминания. Дмитрий Иванович Менделеев лично уговорил министра финансов графа Сергея Юльевича Витте, будущего премьер-министра, пойти к императору Николаю II и подписать указ-разрешение принять на работу в Палату мер и весов женщину.
В это время выходит замуж за Василия Дмитриевича Сапожникова (1866—1910), ученика и сподвижника Д. И. Менделеева, младшего, потом старшего инспектора Главной палаты мер и весов, помогавшего Д. И. Менделееву при изданиях «Основ химии». От этого брака 16 мая 1901 года у них родился сын Василько.
По рассказу Ольги Эрастовны, они вместе работали в Палате, встречались во время отдыха. У Василия был сын, который очень долго и тяжело болел. Ольга Эрастовна помогала лечить мальчика. Сапожников очень любил сына, истратил много денег на врачей и лекарства, совершив большую растрату. Не зная, как объясниться перед Менделеевым, решил застрелиться, но совет Ольги Эрастовны предотвратил трагедию. Василий набрался мужества, сам пришёл к Дмитрию Ивановичу и всё рассказал, как было. Менделеев лишь пожурил Василия и принял мудрое человеческое решение без наказаний.
В начале 1900-х годов Озаровская стала выступать в любительских кружках и обществах. После смерти Менделеева она покидает Палату мер и весов и в 1908 году начинает концертную деятельность в театре-кабаре «Кривое зеркало» при Петербургском театральном клубе, в репертуар входили сказки и комические рассказы, а также песни с прибаутками и пословицами, записанными Ольгой Эрастовной в поездке в Олонецкую губернию.
Известность Озаровской принесли её богатый и гибкий голос, а также выразительная мимика.
В 1908 году вышла книга Озаровской «Мой репертуар».
В 1909 году уходит из «Кривого зеркала» и переезжает в Москву, где преподаёт выразительное чтение на Высших женских курсах и в Народном университете им. Шанявского.
В 1910 году начинает выступать с собственными концертными программами, в которых, кроме русской классики, исполняет произведения народного эпоса и русские сказки: «Сказка о семи козлятах…», «Журавль и цапля», «Лиса-повитуха», «Кочет и курица», а также обрядовую поэзию, заговоры и пословицы. Выходила на сцену в подлинных крестьянских костюмах, которые привозила из своих экспедиций, в которых объездила многие деревни, и «примелькалась» настолько, что местные деревенские жители приклеили ей персональное прозвище «Московка».
В 1911 году основала в Москве «Студию живого слова».
В 1913—1914 годах подготовила и провела цикл вечеров «Утро родной поэзии».
В 1914 году Озаровская публикует свою книгу «Школа чтеца».
В 1915 году посещает Архангельскую губернию с целью собрать фольклорный материал. По свидетельству Бориса Шергина, во время этой поездки останавливалась в доме Шергиных погостить. Сам Шергин несколько лет переписывался с Ольгой Эрастовной.
По свидетельству Степана Писахова, Озаровская с уважением относилась к архангельским крестьянам и чрезвычайно удивлялась их познаниям в литературе, несмотря на повальную неграмотность:

Пришла О. Э. Озаровская в избу к крестьянину бедняку, — крестьянин, зная её, поднялся навстречу и, указывая на беспорядок в избе, сказал: 

— Извините, Ольга Эрастовна. Не прибраны «пожитки бедной нищеты». 

В гостях у О. Э. этот же крестьянин отказывался от чаю: 

— Боюсь, «как бы брусничная вода мне не наделала вреда», — как сказал Александр Сергеевич Пушкин. 

О. Э. все таки подала стакан чаю и спросила: 

— Вы много Пушкина читали? 

— Я неграмотный, где мне читать, а вот брат у меня грамотной, дак он наизусть без запинки отчеканивает и «Медново всадника», и «Евгения Онегина» и много знат стихов Александра Сергеича Пушкина, а я с голоса заучиваю.

На р. Пинеге, в деревне Великий Двор (в настоящее время деревня на окраине с. Пинеги), находясь в гостях у своей подруги, крестьянки Прасковьи Андреевны Олькиной, случайно встретилась с Марьей Дмитриевной Кривополеновой, творчество которой уже описывалось до этого известным фольклористом Александром Дмитриевичем Григорьевым. Ольга Эрастовна была потрясена умением Кривополеновой «сказывать», после чего привезла её в Москву и организовала для неё около 60 концертов по всей России. На концертах выступала вместе с ней, сопровождала её во всех поездках. Именно Озаровской Кривополенова «обязана» своей всероссийской известностью.
В 1916 году Озаровская выпустила книгу «Бабушкины старины» с очерком творчества Кривополеновой.
В советское время в Москве вела декламационный семинар по произведениям А. С. Пушкина.
В 1920-х пишет следующие очерки: «Из дневника фольклориста» (о Неноксе), «Самоходка» (о летних праздниках в пинежских деревнях), «Перед портретом» (памяти М. Д. Кривополеновой), которые печатают архангельская газета «Северное утро», Общество Краеведения в своем сборнике «На Северной Двине», журнал «Красная нива».
В это же время Озаровская пишет свой сборник «Пятиречие» — итог поисков и записей северного устного народного творчества.
В 1929 году отмечалось 30-летие творческой деятельности Ольги Эрастовны. В этом же году выходит в свет книга воспоминаний Озаровской о Д. Менделееве «Великий химик».
В 1931 году в ленинградском «Издательстве писателей» выходит сборник сказок «Пятиречие», собранных Озаровской на Русском Севере.
В пожилом возрасте начала слепнуть и переехала к сыну во Фрунзе, где скончалась 12 июля 1933 года в возрасте 59 лет. Была похоронена на кладбище первых русских переселенцев, которое уничтожено в конце 50-х годов. Все могилы были сровнены с землёй. На месте кладбища сохранилась густая роща с дубами, липами и березами и находятся кафе и кинотеатр «Иссык-Куль».
В связи с невозможностью определить местонахождение захоронения, на могиле её сына Василько Васильевича в 2008 году Ольге Эрастовне Озаровской установлен памятник. Перед его установкой активист общественной организации российских соотечественников Михаил Корсунский рассыпал освященную в храме горсть земли с предположительного места бывшего захоронения О. Э. Озаровской.

## Личные знакомства
Кроме дружбы с Д. И. Менделеевым Озаровская была хорошо знакома с В. Маяковским, А. Блоком, наркомом просвещения А.Луначарским, режиссёром К. Станиславским, скульптором С. Коненковым. Её друзьями были артисты К. Игумнов, В. Качалов, И. Ильинский, писатели Д. Мамин-Сибиряк, К. Чуковский, виртуоз-балалаечник Б. Трояновский, создатель русского толкового словаря Д. Ушаков. Озаровская оказала большую помощь в жизни и творчестве русскому писателю-фольклористу Б. Шергину, народным артистам Е. Спендиаровой и Н. Сац.
В соответствии с публикацией в «Литературной газете» (19 марта 1983 года) письма Бориса Пастернака к Озаровской, тот вспоминал знаменитый концерт, организованный Озаровской для Кривополеновой в Политехническом музее:

«Вы разбросали по аудитории, точно все это было у Вас в горсти, вороха нетерпеливой олонецкой скороговорки… с бережностью, свойственной дару, в отношении дара, впервые выводили за руку, как ребёнка, старуху Кривополенову».

## Звания
- Член-корреспондент Государственной академии художественных наук.
- Член Общества любителей русской словесности Московского государственного университета[5].

## Семья
Отец военный, офицер. Служил в Тифлисе, Санкт-Петербурге.
Имела двух братьев.
- Юрий Эрастович Озаровский (1869—1924), драматический актёр, педагог, режиссёр Александринского театра (с 1902 года). В 1887 году организовал кружок любителей художественного чтения. Ставил задачу соединения слова с интонацией как поэзии с музыкой. Автор многих статей и книг («Музыка живого слова», Санкт-Петербург, 1914 год, «Мелодекламация», Санкт-Петербург, 1913 год и др.). Издал в 1911 году в Санкт-Петербурге театральное пособие с режиссурой, постановкой, костюмами, гримом, декорациями пьесы Д. Фонвизина «Недоросль». После революции эмигрировал, умер в Париже.
- Брат Александр Эрастович Озаровский (14.08.1861 — ?) — генерал-майор, орденоносец, участник Первой мировой войны, преподаватель Константиновского артиллерийского училища, автор «Краткой исторической памятки дворян и константиновцев». Кавалер орденов Святого Станислава 2-й степени (1897 год), Святой Анны 2-й степени (1901 год), Святого Владимира 4-й степени (1904 год[13][14][15][16][17][18]. У Александра Эрастовича Озаровская некоторое время жила в Петербурге.
- Племянник Николай Юрьевич Озаровский (1895—1950) — капитан 1-го ранга, командир канонерской лодки «Бурея» и дивизиона канонерских лодок Ладожской военной флотилии, кавалер двух орденов Ленина и трех орденов Боевого Красного знамени. Автор труда «Линкоры Ладоги» — уникального документа, подробно описывающего боевые будни Дороги Жизни в период навигации, боевые действия на Ладоге в 1941—1943 годах, а также сражение у острова Сухо 21 октября 1942 года, в котором Н. Ю. Озаровский принял непосредственное участие.
- Сын — Василько Васильевич Озаровский (1901-1985) - известный герпетолог, первым разработал научно обоснованную теорию и практику содержания и дойки ядовитых змей в неволе и впервые в мире получил от эфы и гюрзы потомство в неволе. 14 сентября 1985 года В. В. Озаровский умер от укуса собственной кобры по имени Победа. По мнению сына Игоря (внука Ольги Эрастовны) Василько Васильевич таким образом покончил с собой, специально дав укусить себя кобре, поскольку последние годы жизни страдал от слепоты и, будучи сильным и гордым человеком (чемпион Киргизской ССР по тяжёлой атлетике)[5], не смог перенести собственной слабости[19].
- Внук — Олег Василькович Озаровский. Профессор, доктор наук, завкафедрой филологии Могилевского государственного университета. Преподаватель Киргизского государственного университета. Защитил кандидатскую и докторскую диссертации по филологии. Труды хранятся в национальной библиотеке Кыргызской Республики[5].